# Absolute Music 2
Absolute Music 2 er en kompilation i serien Absolute Music udgivet den 11. marts 1993. Albummet var det næstmest solgte kompilationalbum i Danmark i 1993. Cd-versionen indeholder 18 sange, mens bånd- og vinyl-versionen indeholder 24 sange. Nogle af sangene udkom senere på The Best Of Absolute Music 1-2-3.

## Sangliste (CD)
| Absolute Music 2 | Absolute Music 2                    | Absolute Music 2                                                  | Absolute Music 2     | Absolute Music 2 | Absolute Music 2 | Absolute Music 2 | Absolute Music 2 | Absolute Music 2 | Absolute Music 2 |
| #                | Titel                               | Tekst                                                             | Kunstner             | Længde           |                  |                  |                  |                  |                  |
| ---------------- | ----------------------------------- | ----------------------------------------------------------------- | -------------------- | ---------------- | ---------------- | ---------------- | ---------------- | ---------------- | ---------------- |
| 1.               | "Highland"                          | Nanne Nordqvist; Peter Grönvall                                   | One More Time        | 5:22             |                  |                  |                  |                  |                  |
| 2.               | "Would I Lie to You"                | M. Leeson, P. Vale                                                | Charles & Eddie      | 4:38             |                  |                  |                  |                  |                  |
| 3.               | "Hope of Deliverance"               | P. McCartney                                                      | Paul McCartney       | 3:22             |                  |                  |                  |                  |                  |
| 4.               | "Don't Know Much About Love"        | John Hiatt                                                        | Hanne Boel           | 3:58             |                  |                  |                  |                  |                  |
| 5.               | "Steam"                             | P. Gabriel                                                        | Peter Gabriel        | 4:44             |                  |                  |                  |                  |                  |
| 6.               | "Song Instead of a Kiss"            | A. Myles, Nancy Simmonds, Robert Priest                           | Alannah Myles        | 4:05             |                  |                  |                  |                  |                  |
| 7.               | "Varje Gång Jag Ser Dig"            | Mauro Scocco                                                      | Lisa Nilsson         | 4:04             |                  |                  |                  |                  |                  |
| 8.               | "Baker Street"                      | Garry Rafferty                                                    | Undercover           | 4:06             |                  |                  |                  |                  |                  |
| 9.               | "Heading for a Fall"                | Dani Klein, David Collins                                         | Vaya Con Dios        | 3:42             |                  |                  |                  |                  |                  |
| 10.              | "Ordinary World"                    | Duran Duran                                                       | Duran Duran          | 5:41             |                  |                  |                  |                  |                  |
| 11.              | "Drive"                             | Bill Berry, Michael Stipe, Mike Mills, Peter Buck                 | R.E.M.               | 4:30             |                  |                  |                  |                  |                  |
| 12.              | "Glorious Days"                     | Sko/Torp                                                          | Sko/Torp             | 4:28             |                  |                  |                  |                  |                  |
| 13.              | "Cruel Little Number"               | Carl Marsh, Jeff Healey, Joe Rockman, Justis Walkert, Tom Stephen | The Jeff Healey Band | 4:34             |                  |                  |                  |                  |                  |
| 14.              | "Broken"                            | David Werner, Jan Leyers, Paul Michiels                           | Soulsister           | 3:56             |                  |                  |                  |                  |                  |
| 15.              | "Mountain Song"                     | Henrik Balling                                                    | Gangway              | 3:15             |                  |                  |                  |                  |                  |
| 16.              | "Who's Gonna Ride Your Wild Horses" | Bono, U2                                                          | U2                   | 3:54             |                  |                  |                  |                  |                  |
| 17.              | "The Love I Lost" (feat. Sybil)     | Gamble & Huff                                                     | West End             | 3:28             |                  |                  |                  |                  |                  |
| 18.              | "Are You Gonna Go My Way"           | Craig Ross, L. Kravitz                                            | Lenny Kravitz        | 3:32             |                  |                  |                  |                  |                  |
| 76:25            |                                     |                                                                   |                      |                  |                  |                  |                  |                  |                  |

## Sangliste (BÅND/VINYL)

### Bånd 1/Vinyl 1
1. One More Time – "Highland"
2. Charles & Eddie – "Would I Lie To You?"
3. Paul McCartney – "Hope Of Deliverance"
4. Hanne Boel – "Don't Know Much About Love"
5. Peter Gabriel – "Steam"
6. Alannah Myles – "Song Instead Of A Kiss"
7. Lisa Nilsson – "Varje Gång Jag Ser Dig"
8. Undercover – "Baker Street"
9. Vaya Con Dios – "Heading For A Fall"
10. Duran Duran – "Ordinary World"
11. Billy Ocean – "Pressure"
12. R.E.M. – "Drive"

### Bånd 2/Vinyl 2
1. Sko/Torp – "Glorious Days"
2. Annie Lennox – "Little Bird"
3. The Jeff Healey Band – "Cruel Little Number"
4. Soulsister – "Broken"
5. Gangway – "Mountain Song"
6. Simply Red – "Lady Godiva's Room"
7. U2 – "Who's Gonna Ride Your Wild Horses"
8. Sister Sledge – "We Are Family" (Remix)
9. West End feat. Sybil – "The Love I Lost"
10. Marie Fredriksson – "Mellan Sommar Och Höst"
11. Søs Fenger, Jørn Hoel feat. Billy Cross – "Like Strangers"
12. Lenny Kravitz – "Are You Gonna Go My Way"

## Hitlister
| Hitliste (1993) | Højeste placering |
| --------------- | ----------------- |
| Danmark (IFPI)  | 1                 |